# Christian Poulsen
Christian Bager Poulsen (Asnæs, 28. veljače 1980.) bivši je danski nogometaš. Bio je 11 godina član danske nogometne reprezentacije, za koju je skupio 92 utakmica, uključujući 2 europska prvenstva (Portugal 2004. i Poljska i Ukrajina 2012.) i svjetsko prvenstvo u Južnoafričkoj Republici 2010.